# Dechloromonas agitata
Espèce
Dechloromonas agitata (souche-type CKB) est une bactérie réductrice du perchlorate par dissimilation (DPRB en anglais, pour Dissimilatory Perchlorate Reducing Bacteria) qui a été isolée de déchets de papeterie. La souche CKB est à Gram négatif, anaérobie facultatif et appartient au genre Dechloromonas, du phylum des Betaproteobacteria. Les cellules de la souche CKB sont très motiles et possèdent un seul flagelle polaire. D. agitata peut coupler l'oxydation de plusieurs donneurs d'électrons comme l'acétate, le propionate, le butyrate, le lactate, le succinate, le fumarate, le malate ou l'extrait de levure à des accepteurs d'électrons tels que l'oxygène, le chlorate, le perchlorate, l'ion ferreux, le sulfure et des substances humiques réduites comme le 2,6-anthrahydroquinone disulphonate. Contrairement à d'autres réducteurs de perchlorate, la souche CKB ne peut pas pousser en réduisant le nitrate, ce qui suggère que les voies de réduction du nitrate et du perchlorate sont distinctes et non liées, contrairement à ce que la recherche avait montré en amont.

## Étymologie
Le nom de genre Dechloromonas a plusieurs origines (grec, latin et néolatin) et signifie dans son ensemble "organisme unicellulaire déchlorant". Le nom d'espèce agitata provient de l'adjectif latin féminin du même nom, qui veut dire "excité", "agité", "fortement actif". 

## Réduction biologique du perchlorate par la souche CKB[4]
La souche CKB est capable de réduire totalement le chlorate et le perchlorate en chlorure. La première étape de cette voie métabolique implique la réduction du (per)chlorate en chlorite catalysée par l'enzyme perchlorate réductase (Pcr). Le chlorite est ensuite dismuté ("démembré") en dioxygène et en chlorure grâce à l'action de la chlorite dismutase (Cld). L'oxygène produit peut ensuite être réduit en eau par l'action de l'enzyme cytochrome oxydase. La Cld, encodée par un gène de 834 pb, comporte 277 acides aminés et possède un peptide leader de 26 acides aminés. Bien qu'exprimé à des niveaux de base en conditions aérobies, le gène cld a été régulé positivement de façon transcriptionnelle lorsque les cellules de CKB ont été cultivées avec du (per)chlorate. La Cld est d'un intérêt particulier non seulement parce qu'elle protège les cellules du chlorite qui leur est toxique, mais aussi parce que c'est l'un des rares systèmes capables de produire de l'oxygène moléculaire.